# Howell (Utah)
Howell es una localidad del condado de Box Elder, estado de Utah, Estados Unidos. Según el censo de 2000 la población era de 221 habitantes.

## Geografía
Howell se encuentra en las coordenadas 41°46′23″N 112°27′35″O / 41.77306, -112.45972.
Según la oficina del censo de Estados Unidos, la localidad tiene una superficie total de 92,2 km². De los cuales 91,7 km² son tierra y 0,5 km² están cubiertos de agua.
- Datos: Q482480
- Multimedia: Howell, Utah / Q482480